# 아멧 자파

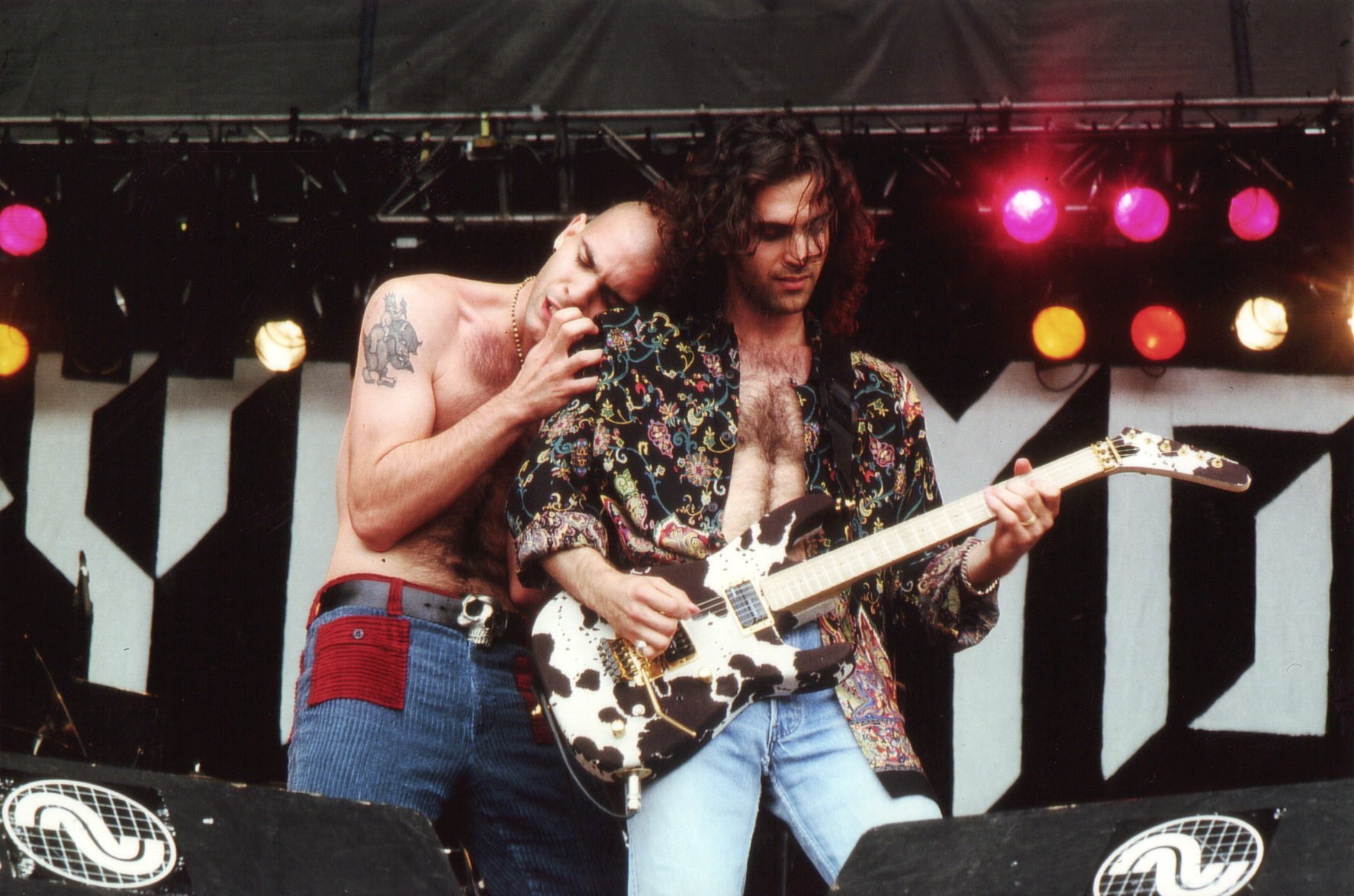

아멧 자파(Ahmet Zappa, 1974년 5월 15일 ~ )는 미국의 음악가, 영화 프로듀서, 작곡가, 작가, 텔레비전 배우, 소설가, 영화배우, 가수이다.
로스앤젤레스에서 태어났다.

## 도서
- 아빠는 너를 사랑하니까
- 몬스터미네이터
- 몬스터미네이터
- 몬스터미네이터

## 영화
- 레디 투 럼블 (2000년)
- 너무나 순수한 (1998년)
- 일리언 5 (1998년)
- 잭 프로스트 (1998년)
- 볼륨을 높여라 (1990년) - 제이미 역